# E-rara

Logo von e-rara

Auf der Schweizer Webplattform e-rara werden digitalisierte gemeinfreie Drucke des 15. bis 20. Jahrhunderts aus Schweizer Bibliotheken kostenlos online zugänglich gemacht.

## Ziele und Inhalte
e-rara verfolgt folgende Ziele:
- Koordinierte Digitalisierung von Drucken des 15. bis 20. Jahrhunderts aus Schweizer Bibliotheken nach einheitlichen Qualitätsstandards
- Zentraler Import der Digitalisate und der bibliografischen Metadaten in die Plattform
- Persistente Referenzierung der elektronischen Dokumente mittels DOI
- Präsentation der Volltexte, Karten und illustrierten Materialien auf einer gemeinsamen Plattform[1]

Aufgeschaltet wurde die Plattform im Jahr 2010. Aktuell sind rund 86'000 Titel abrufbar (Stand: August 2021), darunter Drucke, Karten, Druckgrafik und Musikdrucke.
Im Rahmen des Projekts «e-rara.ch: Nachnutzung für die Wissenschaft – Der Weg zum Volltext» (kurz: e-rara.ch: Volltext) wurde die Plattform 2017 um Texterkennung (OCR) erweitert. Der Fokus lag dabei auf Antiqua-Schriften mit Erscheinungsjahr ab 1830. Seit 2019 wurden kontinuierlich auch Texte in Frakturschriften und mit Erscheinungsjahr ab 1751 mit OCR bearbeitet. Diese Inhalte können im Volltext durchsucht oder als PDF oder Textdatei heruntergeladen werden.
Grossen Zuwachs erfährt e-rara durch das Digitalisierungsprojekt DigiTUR der Zentralbibliothek Zürich, das wichtige Teile des historischen und kulturellen Erbes der Stadt und des Kantons Zürich digitalisiert.

## Beteiligte Bibliotheken
Die Bibliothek von Genf, die ETH-Bibliothek Zürich, die Universitätsbibliothek Basel, die Universitätsbibliothek Bern und die Zentralbibliothek Zürich betreiben die Plattform gemeinsam. Die Gesamtkoordination sowie der technische Betrieb liegen bei der ETH-Bibliothek. Zwanzig weitere Bibliotheken aus der ganzen Schweiz (Stand: September 2021) tragen mit ihren Beständen zum kontinuierlichen Ausbau der abrufbaren Inhalte bei. Grundsätzlich können sich alle Schweizer Bibliotheken an e-rara beteiligen.

## Entwicklung der Plattform (2008–2021)
Der Aufbau der Plattform erfolgte im Rahmen des Schweizer Innovations- und Kooperationsprogramms e-lib.ch: Elektronische Bibliothek Schweiz, das auch für e-codices und Kartenportal.CH verantwortlich zeichnet.
Kooperationspartner im Projekt waren die aktuellen Plattformbetreiber.
Das ursprüngliche Ziel war es, die in Schweizer Bibliotheken verfügbaren Schweizer Drucke des 16. Jahrhunderts online und zur kostenlosen Benutzung anzubieten. Dabei wurde direkt mit dem Projekt VD 16 zusammengearbeitet. Im Verlauf der ersten vier Jahre kamen kontinuierlich weitere Inhalte (Schweizer Drucke des 17. bis 19. Jahrhunderts, ausgewählte thematische Schwerpunkte) hinzu.
Hierbei bauten die Partner eigene Digitalisierungszentren sowie entsprechende Workflows und Know-how auf. Die Einhaltung hoher Qualitätsstandards von Scans und Erschliessung war stets ein zentrales Ziel.
2019 wurde die Plattform um eine Reihe von Funktionalitäten erweitert:
- Download der Titeldaten im Format RIS für Literaturverwaltung
- Download des Volltexts im Format TXT
- IIIF-Manifeste
- Social Media Share Buttons
- JPEG-Download von Einzelseiten

2020 wurde die Webseite komplett neugestaltet und in ein responsives Webdesign überführt.
Es wird auch in Zukunft daran gearbeitet, die Plattform weiterzuentwickeln und noch benutzerfreundlicher zu machen. Technische Basis der Plattform ist die Softwarelösung Visual Library.